# Илејерви
Илејерви (фин. Ylöjärvi) је град у Финској у округу Пирканска земља. Према процени из 2006. у граду је живело 25.682 становника.

## Становништво
Према процени, у граду је 2006. живело 25.682 становника.
| 1990.  | 2000.  |
| ------ | ------ |
| 20.378 | 22.460 |